# Апелляционный суд Боргартинга
Апелляцио́нный су́д Борга́ртинга (норв. Borgarting lagmannsrett) является одним из шести апелляционных судов в Норвегии, рассматривающим жалобы на приговоры по уголовным и гражданским делам городских и окружных судов, входящих в Юго-Восточный судебный округ. Располагается в Осло.
Юрисдикция апелляционного суда распространяется на столицу Осло и губернии Бускеруд, Эстфолл и южную часть Акерсхуса. Он является самым большим из всех апелляционных судов Норвегии.
Решение апелляционного суда может быть обжаловано в Верховный суд Норвегии только в том случае, если его специальный проверочный апелляционный комитет в составе из 3 судей сочтёт допустимым такое обжалование.

## История
Суд назван аналогично с древнескандинавским общинным собранием — Боргартингом, который во времена викингов выполнял законодательные и судебные функции на территории земель в Юго-Восточной Норвегии. Боргартинг впервые упоминается в источниках в 1047 году как тинг, действовавший для поселений вокруг Осло-фьорда, в дальнейшем расширившим свою деятельность также на Гренланд и Бохуслен. Постоянным местом проведения тинга был избран город Борг (в настоящее время — Сарпсборг), от которого и получил своё название. Законы и решения Боргартинга были кодифицированы в 1276 году во времена правления Короля Магнуса VI, тогда и впервые был назначен его постоянный состав из десяти судей. В XIV веке для Осло, Гренланда и Бохуслена были созданы свои суды, каждый со своим председательствующим судьей, а юрисдикция Боргартинга стала распространяться только на Вестфолл и Эстфолл, также изменилось его местоположение — он переехал в Тёнсберг. Но в XV веке суд заново возвращается в Сапсборг, однако в 1567 году в связи с тем, что город был захвачен и сожжён шведами он вынужден был перебраться в Фредрикстад, где просуществовал до 1797 года.
В 1797 году была проведена судебная реформа, результатом которой стало создание четырёх уездных суда в Акерсхусе (Христиания), Кристиансанне, Бергене и Тронхейме. Уездный суд Акерсхуса располагался в Осло (в то время Христиания) и был ответствен за всю Восточную Норвегию. Основные черты нынешней структуры, состоящей из шести апелляционных судов, некоторым из которых были даны названия средневековых скандинавских тингов, впервые сформирована в 1890 году (полностью начала функционировать с 1936 года).
До 1995 года в юрисдикцию Апелляционного суда Эйдсиватинга входила вся Восточная Норвегия, но после проведённой судебной реформы из его подсудности была выделена юго-восточная часть вместе со столицей Осло и передана под юрисдикцию Апелляционного суда Боргартинга.

## Здание
Для апелляционного суда в 2005 году было построено современное многоэтажное здание в центре Осло рядом с его историческим зданием, которое в настоящее время полностью переоборудовано и используется только для судебных заседаний.

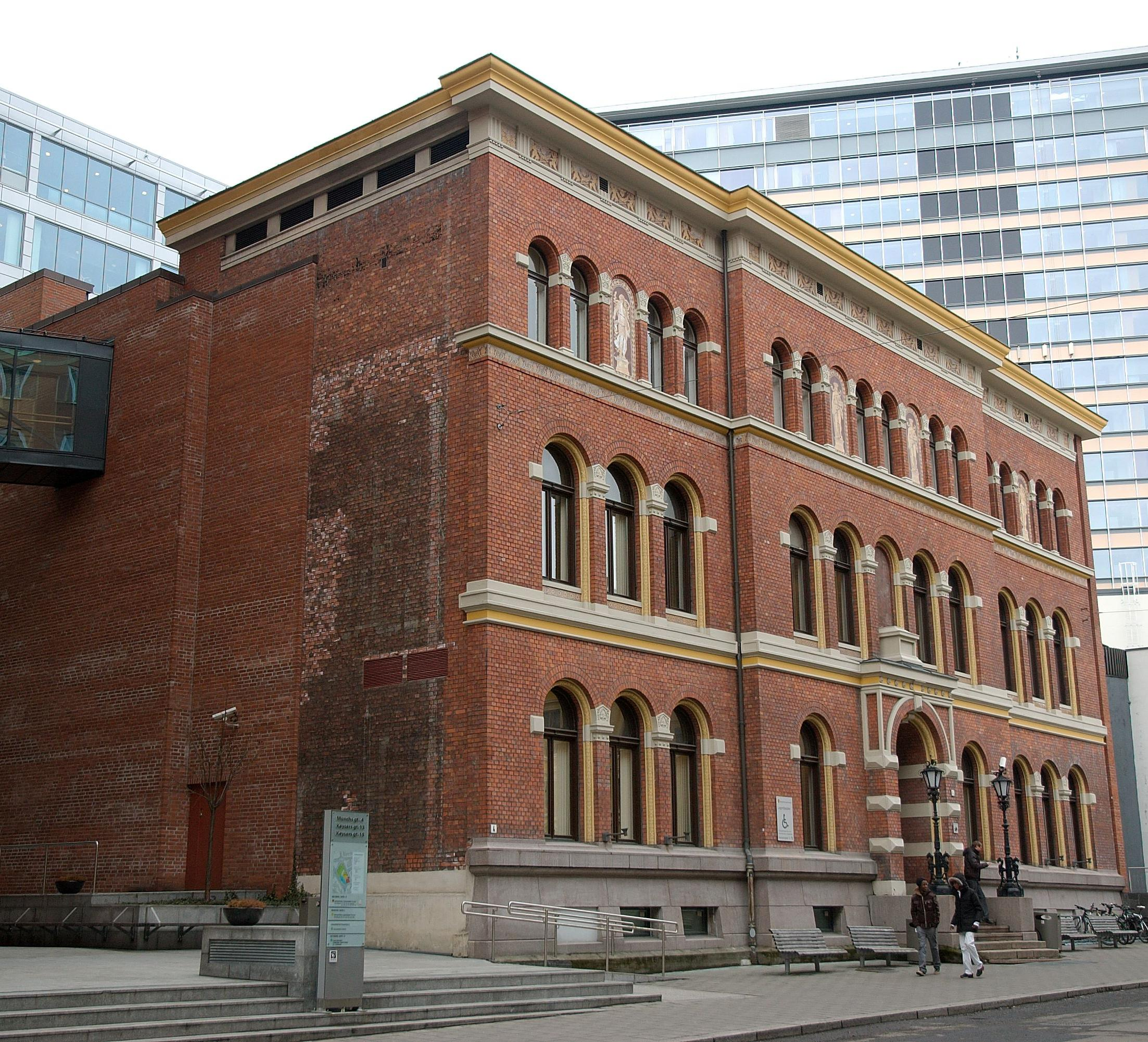
Историческое здание апелляционного суда.
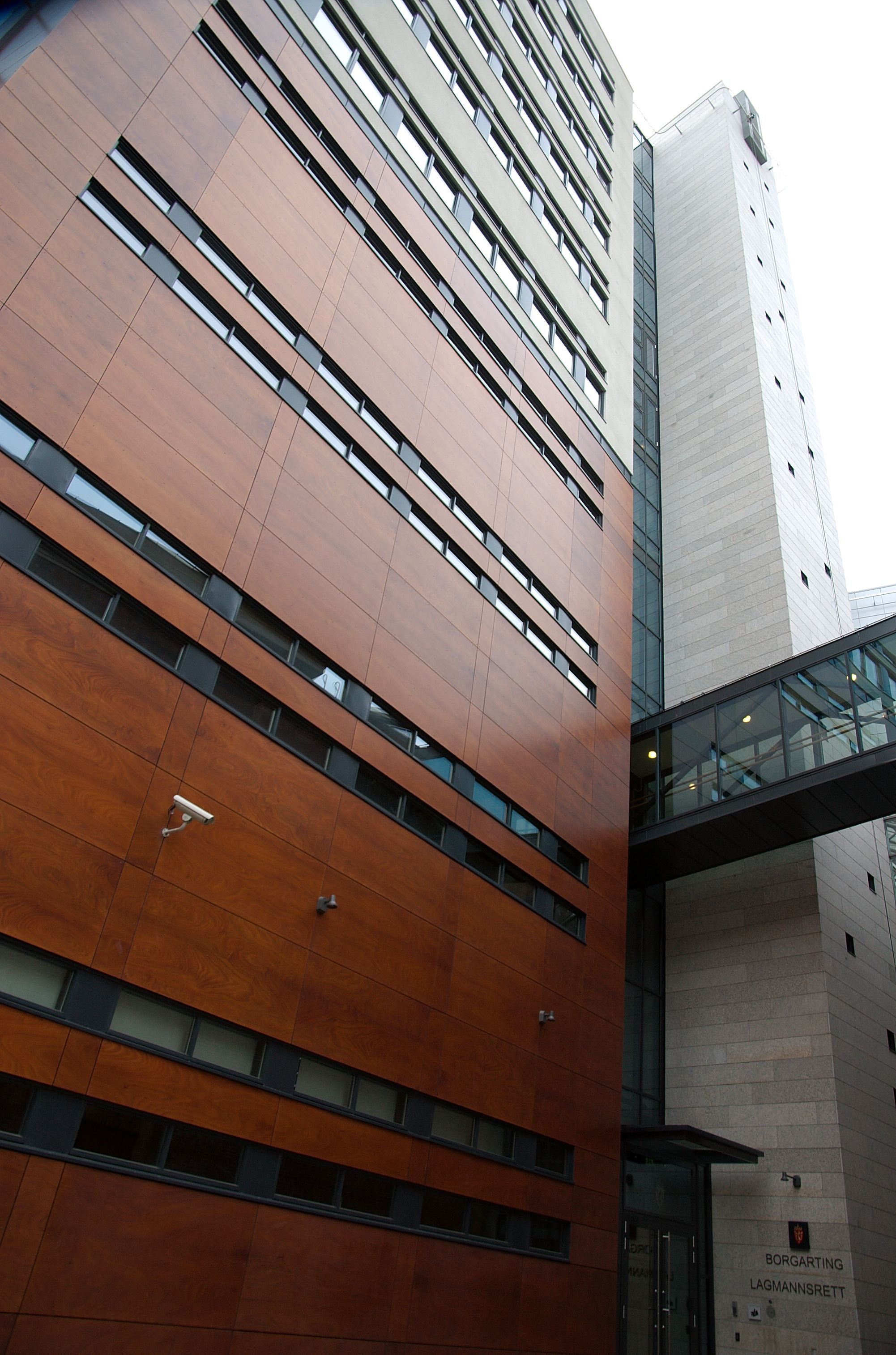
Новое здание апелляционного суда.
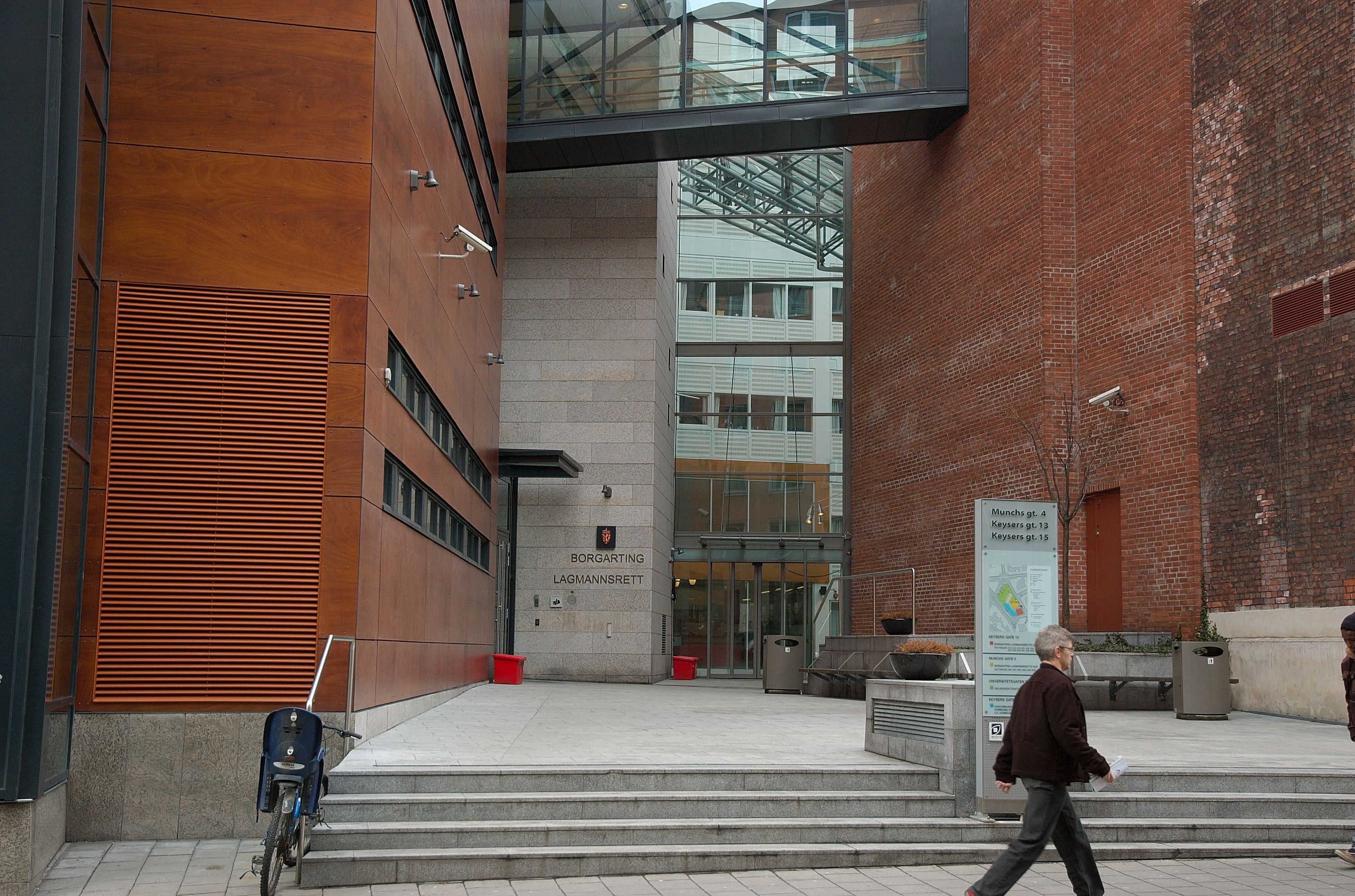
Главный вход в комплекс зданий апелляционного суда.